# Вірджинія-Сіті (Невада)
Вірджинія-Сіті (англ. Virginia City) — переписна місцевість (CDP) в США, адміністративний центр округу Сторі штату Невада. Населення — 787 осіб (2020).
Вірджинія-Сіті є одним із найстаріших поселень у штаті Невада й одне з найстаріших на захід від Міссісіпі.

## Географія
Вірджинія-Сіті розташована за координатами 39°18′27″ пн. ш. 119°38′54″ зх. д. / 39.30750° пн. ш. 119.64833° зх. д. (39.307469, -119.648271).  За даними Бюро перепису населення США в 2010 році переписна місцевість мала площу 2,24 км², уся площа — суходіл.

## Демографія
Згідно з переписом 2010 року, у переписній місцевості мешкало 855 осіб у 410 домогосподарствах у складі 228 родин. Густота населення становила 381 особа/км².  Було 488 помешкань (217/км²).
Расовий склад населення:
| - 91,6 % — білих - 1,8 % — корінних американців - 0,9 % — азіатів - 0,4 % — вихідців з тихоокеанських островів - 0,4 % — чорних або афроамериканців - 2,3 % — осіб інших рас |

До двох чи більше рас належало 2,7 %. Частка іспаномовних становила 5,1 % від усіх жителів.
За віковим діапазоном населення розподілялося таким чином: 16,5 % — особи молодші 18 років, 64,3 % — особи у віці 18—64 років, 19,2 % — особи у віці 65 років та старші. Медіана віку мешканця становила 52,3 року. На 100 осіб жіночої статі у переписній місцевості припадало 105,0 чоловіків;  на 100 жінок у віці від 18 років та старших — 98,9 чоловіків також старших 18 років.
Середній дохід на одне домашнє господарство  становив 70 175 доларів США (медіана — 69 219), а середній дохід на одну сім'ю — 73 485 доларів (медіана — 64 451). За межею бідності перебувало 14,9 % осіб, у тому числі 0,0 % дітей у віці до 18 років та 9,1 % осіб у віці 65 років та старших.
Цивільне працевлаштоване населення становило 391 осіб. Основні галузі зайнятості: мистецтво, розваги та відпочинок — 28,4 %, виробництво — 18,2 %, публічна адміністрація — 15,9 %.